# Калинин (Тамбовская область)
Калинин — посёлок в Тамбовском районе Тамбовской области России. Входит в Кузьмино-Гатьевский сельсовет. 

## География
Расположен в 15 км к югу от центра Тамбова, на железной дороге Тамбов — Борисоглебск. На востоке через железную и автомобильную дороги примыкает к городу Котовску. В 3 км к юго-востоку находится центр сельсовета село Кузьмино-Гать.

## Население
| 2002 | 2010 |
| ---- | ---- |
| 804  | ↗975 |